# Akkerpriemkever
De akkerpriemkever (Bembidion obtusum) is een keversoort uit de familie van de loopkevers (Carabidae). De wetenschappelijke naam van de soort werd in 1821 gepubliceerd door Jean Guillaume Audinet Serville.